# Problème d'interpolation
Ne doit pas être confondu avec Interpolation numérique.
Pour les articles homonymes, voir Problème et Interpolation.
En géométrie, un problème d'interpolation est la recherche d'une courbe d'un certain type (à deux dimensions ou plus), d'une surface (à trois dimensions ou plus), etc., passant par un certain nombre de points donnés.
Le problème est résolu dans plusieurs cas classiques. Par exemple :
- à deux dimensions :
  - par un point donné il passe une infinité de droites, par deux une (et une seule sauf cas particulier), par trois ou plus aucune (sauf cas particulier),
  - plus généralement, par n points donnés il passe une infinité de courbes polynomiales[a] de degré supérieur ou égal à n, une de degré {\displaystyle (n-1)} (et une seule sauf cas particulier) et aucune de degré inférieur à {\displaystyle (n-1)} (sauf cas particulier),
  - par un ou deux points il passe une infinité de cercles, par trois un (sauf cas particulier), par quatre ou plus aucun (sauf cas particulier) ;
- à trois dimensions :
  - par un ou deux points donnés il passe une infinité de plans, par trois un (et un seul sauf cas particulier), par quatre ou plus aucun (sauf cas particulier).

Pour d'autres types de courbes ou de surfaces le problème d'interpolation est resté ouvert pendant des siècles. En 2022, le problème est résolu pour les différents types de courbes dans un espace de n'importe quelle dimension, à l'exception de seulement quatre types de courbes,.